# Victorious 2.0: More Music from the Hit TV Show
Victorious 2.0: More Music from the Hit TV Show é título da segunda trilha sonora original da série do Nickelodeon de mesmo nome, lançada no dia 5 de Junho de 2012 pela Nickelodeon Records em conjunto com a Sony Music Entertainment. O álbum apresenta 6 canções, sendo 7 para a edição do iTunes interpretadas em sua maioria por Victoria Justice ao lado dos seus companheiros da série Victorious.  Foram lançados 3 singles digitais: ‘’Countdown’’,  “Take a Hint” e “Make It In America”,  sendo que somente a última se tornou single oficial.
O álbum debutou na posição 18 da Billboard 200, vendendo 19 mil cópias em sua primeira semana.

## Alinhamento de faixas
| Edição padrão |                             |                                               |                                      |         |  |
| N.º           | Título                      | Compositor(es)                                | Performada por                       | Duração |  |
| 1.            | "Make It In America"        | Victoria Justice, Martin Johnson              | Victoria Justice                     | 3:20    |  |
| 2.            | "Take A Hint"               | James Michael, Kevin Kadish, Meghan Kabir     | Victoria Justice & Elizabeth Gillies | 2:34    |  |
| 3.            | "Shut Up and Dance"         | Michael Corcoran, Eric Goldman, Lindy Robbins | Victoria Justice                     | 2:56    |  |
| 4.            | "Five Fingaz To The Face"   | Michael Corcoran, Eric Goldman, Dan Schneider | Victorious Cast                      | 1:58    |  |
| 5.            | "Countdown"                 | Allan Grigg, Leon Thomas, Travis Garland      | Leon Thomas III & Victoria Justice   | 3:27    |  |
| 6.            | "Don't You Forget About Me" | Keith Forsey, Steve Schiff                    | Victorious Cast                      | 4:07    |  |

| Faixas bônus do iTunes |                        |                |                |         |  |
| N.º                    | Título                 | Compositor(es) | Performada por | Duração |  |
| 7.                     | "I Think You're Swell" | Matt Bennett   | Matt Bennett   | 3:35    |  |

| Faixa bônus da Ásia |                                  |                                 |                                                                      |         |  |
| N.º                 | Título                           | Compositor(es)                  | Performada por                                                       | Duração |  |
| 8.                  | "It's Not Christmas Without You" | Michael Corcoran & Eric Goldman | Victoria Justice, Elizabeth Gillies, Ariana Grande & Leon Thomas III | 2:33    |  |

## Histórico de lançamento
| País           | Data(s)            | Gravadora(s)             | Formato(s) |
| Estados Unidos | 5 de Junho de 2012 | Sony Music Entertainment | CD         |
| -------------- | ------------------ | ------------------------ | ---------- |

## Paradas musicais
| Parada (2011)                  | Melhor posição |
| ------------------------------ | -------------- |
| Estados Unidos - Billboard 200 | 18             |

## Curiosidades
- Esse EP está relacionado com a 3ª temporada da série.

- A Ásia lançou uma edição especial em que a música "It's Not Christmas Without You" está contida no EP (isso também aconteceu com a trilha sonora passada).